# Comuna Kopacivka, Rojîșce
Kopacivka (în ucraineană Копачівка) este o comună în raionul Rojîșce, regiunea Volînia, Ucraina, formată din satele Bașova, Kopacivka (reședința), Oleksandrivka, Pidliskî și Trosteanka.

## Demografie
Componența lingvistică a satului Kopacivka
     Ucraineană (99,44%)
     Alte limbi (0,56%)
Conform recensământului din 2001, majoritatea populației satului Kopacivka era vorbitoare de ucraineană (99,44%), existând în minoritate și vorbitori de alte limbi.